# Francisco Tenório Júnior
Francisco Tenório Júnior (nascut el 4 de juliol de 1940 a Rio de Janeiro – desaparegut i presumptament mort al març de 1976) va ser un músic i compositor brasiler. Malgrat haver enregistrat només un àlbum com a solista, va ser considerat un dels millors pianistes de la seva generació.
Tenório Júnior va desaparèixer en circumstàncies misterioses a l’Argentina durant els inicis de la dictadura civil-militar del país, al març de 1976, mentre estava de gira a Buenos Aires amb Toquinho i Vinícius de Moraes. Es va assumir que havia estat detingut i assassinat per les forces de seguretat del règim.

## Biografia
Nascut i criat al barri de Laranjeiras, a Rio de Janeiro, solia actuar al Beco das Garrafas (Carreró de les Ampolles), un lloc a Copacabana on hi havia diversos locals d'oci nocturn on va sorgir la bossa nova. Allà va esdevenir un dels músics més sol·licitats de la dècada de 1970. El seu piano es pot escoltar en àlbums considerats emblemàtics de la música brasilera de l'època com A Arte Maior (1963) de Leny Andrade, Edison Machado é Samba Novo (1964) d’Edison Machado, O LP (1964) d’Os Cobras, Vagamente (1964) de Wanda Sá i Desenhos (1966) de Vitor Assis Brasil.
L’any 1976, després d’una actuació a Buenos Aires amb Vinícius de Moraes i Toquinho, Tenório Júnior va deixar la seva habitació d'hotel per anar a comprar tabac i va desaparèixer sense deixar rastre. En aquell moment van circular diverses versions sobre la seva desaparició, com la que va citar la cantant Elis Regina en una entrevista a Folha de S. Paulo el 3 de juny de 1979, segons la qual l’haurien vist empresonat a la ciutat de La Plata; un fet que mai no es va confirmar.
Deu anys després de la seva desaparició, Claudio Vallejos, un antic caporal i membre del servei secret de la Marina argentina, va revelar a la revista *Senhor* que Tenório Júnior havia estat abordat al carrer per una patrulla militar i detingut. Segons Vallejos, les autoritats brasileres havien estat informades del segrest i mort de Tenório Júnior.
Segons les investigacions de la periodista Stella Calloni, publicades el 2001, Tenório Júnior va ser torturat per militars brasilers i argentins. El relat de Calloni coincideix amb l’entrevista de Vallejos, on aquest afirmava que agents brasilers van estar presents durant l’execució de Tenório, que hauria tingut lloc nou dies després de la seva detenció. El presumpte executor hauria estat Alfredo Astiz, un ex-capità de fragata de la Marina argentina implicat en desenes d’assassinats i desaparicions forçades, condemnat a cadena perpètua el 2011 per crims de lesa humanitat comesos durant la darrera dictadura militar argentina.
Als anys 80 la Comissió Nacional sobre la Desaparició de Persones (CONADEP) va confirmar que la mort de Tenório Júnior havia tingut lloc al març de 1976 a Buenos Aires.
Poc després de la desaparició de Tenório Júnior, el cineasta brasiler Rogério Lima va produir el curtmetratge de 16 mm *Balada para Tenório*, que narrava la seva desaparició i incloïa entrevistes amb la seva família i amics.
El 1986, quan l'excaporal argentí Claudio Vallejos va venir al Brasil i va concedir una reveladora entrevista a Senhor, la productora VIDECOM de São Paulo, juntament amb Rogério Lima, va enregistrar el seu testimoni, que serví de base per a un documental sobre Tenório Júnior i la tragèdia que el va envoltar. Vallejos va ser detingut per ordre del llavors ministre de Justícia, Paulo Brossard, dies després de la publicació de l’entrevista. A l’agost de 1987, en una nova entrevista amb, Vallejos afirmava haver rebut amenaces per part de la policia federal durant la seva breu reclusió, i se li hauria recomanat no insistir en les referències a l’omissió de l’ambaixada brasilera i la participació d’agents del Brasil en la mort de Tenório Júnior.
El documental es va estrenar al Festival de Cinema i Vídeo de Rio de Janeiro de 1986, un dia abans que Vallejos fos expulsat del Brasil, després de tres mesos a la presó i sense haver estat jutjat. Al vídeo, l'advocat Luís Eduardo Greenhalgh afirma que creu que Tenório Júnior va morir a la presó i que va ser detingut per error: «Es trobava al lloc equivocat, en el moment equivocat, i duia una credencial del Sindicat de Músics». Segons persones properes al pianista, Tenório, tot i ser fill d’un cap de policia, mai no havia expressat preferències polítiques o ideològiques. En una entrevista de 2003, Toquinho afirmava que l’aspecte físic de Tenório podria haver contribuït a la seva detenció: «El Tenório era molt particular: molt alt, amb barba, cabells llargs, capa... el van confondre amb algú altre».
El 1996, el documental de VIDECOM va ser actualitzat amb imatges d’arxiu inèdites, reeditat i presentat per la cadena pública TV Cultura de São Paulo.
El 2022, Fernando Trueba i Xavier Mariscal van estrenar la pel·lícula d’animació They Shot the Piano Player (Van disparar al pianista), sobre la desaparició de Tenório.